# Surniculus lugubris
Il cuculo drongo o cuculo drongo asiatico (Surniculus lugubris Horsfield, 1821) è un uccello della famiglia Cuculidae.

## Distribuzione e habitat
Questo uccello vive nell'Asia sudorientale e d'estate visita la zona dell'Himalaya dal Kashmir al Bangladesh.

## Tassonomia
Sono note tre sottospecie:
- Surniculus lugubris barussarum Oberholser, 1912
- Surniculus lugubris brachyurus Stresemann, 1913
- Surniculus lugubris lugubris (Horsfield, 1821)